# 熊谷健一
熊谷 健一（くまがい けんいち、1957年 - ）は、日本の法学者。九州大学大学院法学研究院教授を経て、明治大学法科大学院教授。明治大学大学院グローバル・ビジネス研究科専任教授。元通産官僚。東京都出身。

## 概要
日本の特許法についての基本書とされる吉藤幸朔著の『特許法概説』の改訂を吉藤の没後に引き継ぎ、補訂を行ったことで知られる（ただし、同書は1998年11月発行の第13版以降改訂されていない）。

## 略歴
- 1957年 - 東京都に生まれる
- 1980年 - 東京農工大学工学部機械工学科卒業
- 1980年 - 特許庁入庁
- 以後、以下の部署・役職を歴任
  - 特許庁審査官
  - 通商産業省機械情報産業局半導体チップ保護制度審議室
  - 特許庁工業所有権制度改正審議室
  - 通商産業省産業政策局知的財産政策室課長補佐
- 1994年4月 - 九州大学法学部助教授
- 2003年 - 九州大学大学院法学研究院教授
- 2004年 - 京都大学大学院医学研究科客員教授
- 2007年 - 明治大学法科大学院教授

## 著書
- 改正特許法解説（1987年、有斐閣）
- 営業秘密 -逐条解説不正競争防止法-（1990年、有斐閣）
- 改正特許法・実用新案法（1993年、有斐閣）
- 逐条解説 改正特許法（1995年、有斐閣）
- 特許法概説 第11版 - 第13版（補訂、1996年-1998年、有斐閣）
- 企業ビジネスと法的責任（共著、1999年、法律文化社）
- 特許審査・審判の法理と課題（共著・竹田稔編、2002年、発明協会）
- 特許・実用新案の法律相談（共著・村林隆一他編、2002年、青林書院）